# Alex Davis
Alexander Travon Davis (Houston, Texas, 28 de enero de 1992) es un jugador de baloncesto estadounidense, que actualmente milita en el Kagawa Five Arrows de la B.League japonesa.

## Carrera
Es un jugador formado a caballo entre Hutchinson CC y Fresno State Bulldogs, tras no ser dafteado en 2015, jugaría en la Liga de Desarrollo de la NBA durante varias temporadas, en concreto en las filas del Erie BayHawks y los Northern Arizona Suns.
En verano de 2017, llega a Europa para jugar en las filas del BC Beroe Stara Zagora búlgaro, tras jugar 8 partidos, en diciembre de 2018 firma con el ČEZ Basketball Nymburk de la NBL checa.
En verano de 2018, Capital City Go-Go seleccionó a Alex Davis en la Ronda 1 en el Draft de la Liga de Desarrollo de la NBA de Expansión de 2018. En octubre de 2018, los derechos del jugador fueron adquiridos por los Westchester Knicks en un intercambio. Alex Davis no asistió al campamento de los Westchester Knicks y el alero sigue jugando en Europa en las filas del ČEZ Basketball Nymburk.